# Spårvägar i Polen

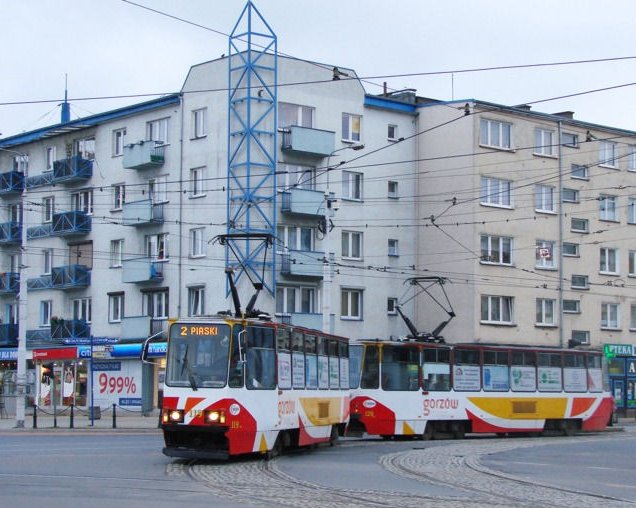
Konstal 105Na-spårvagnar i Gorzów Wielkopolski

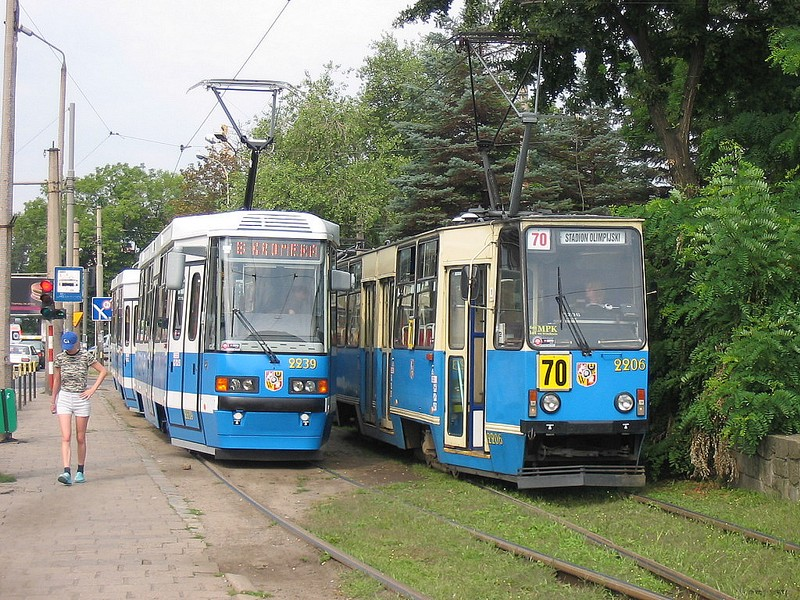
Två Konstal 105Na-spårvagnar i Wrocław

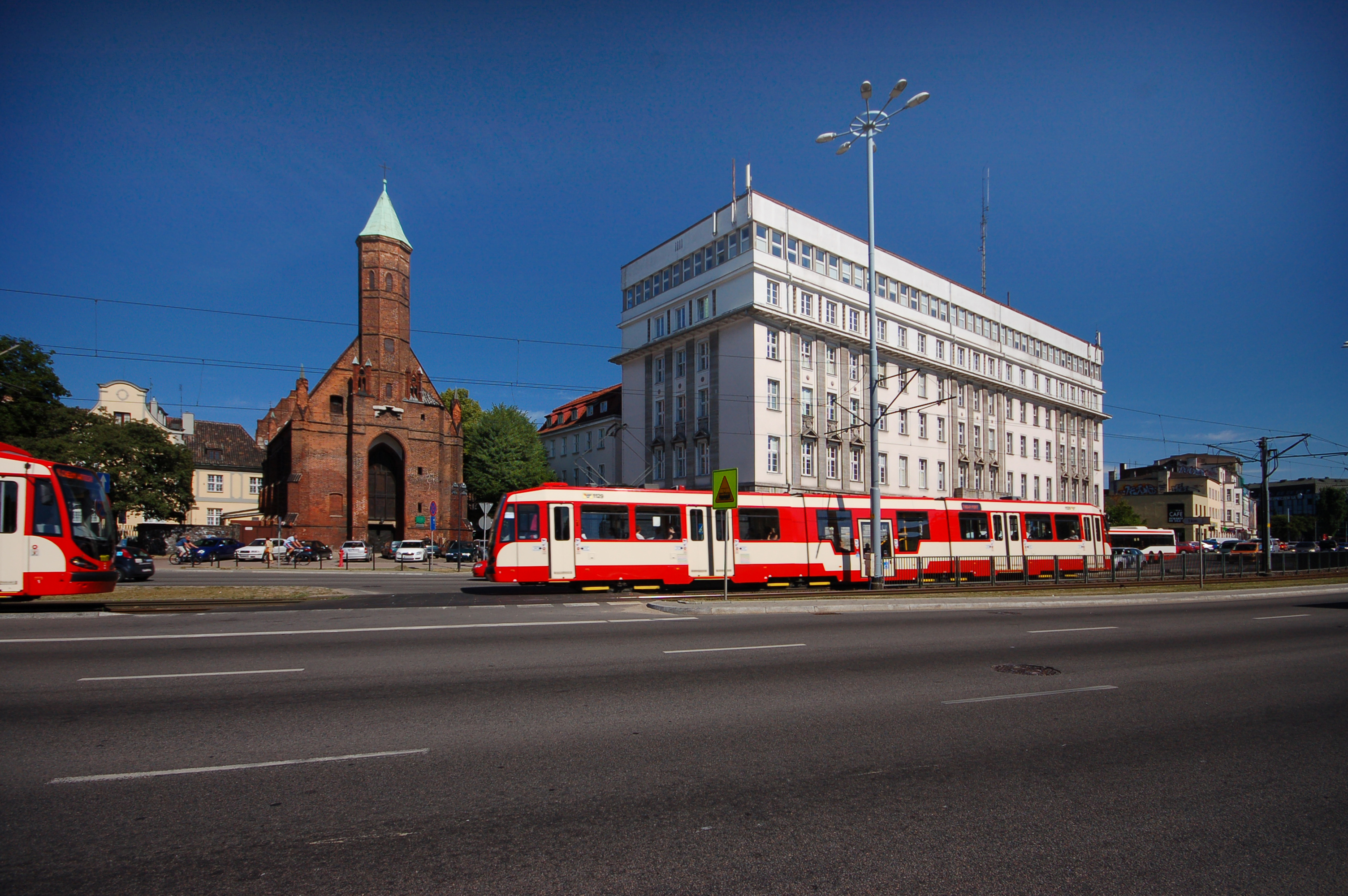
En Moderus Beta-spårvagn vid Elisabethkyrkan i Gdańsk

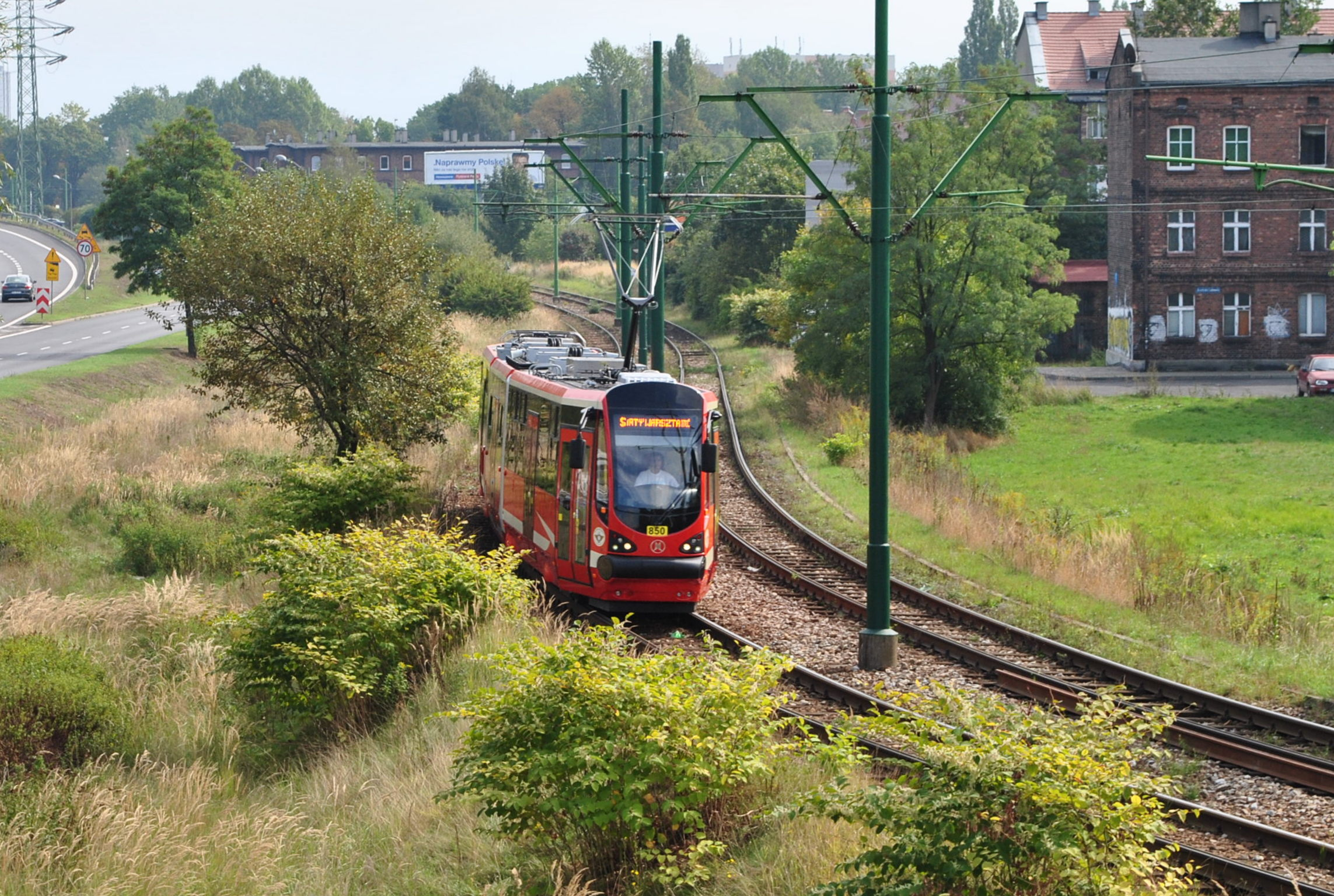
En Moderus Beta-spårvagn i Övre Schlesien

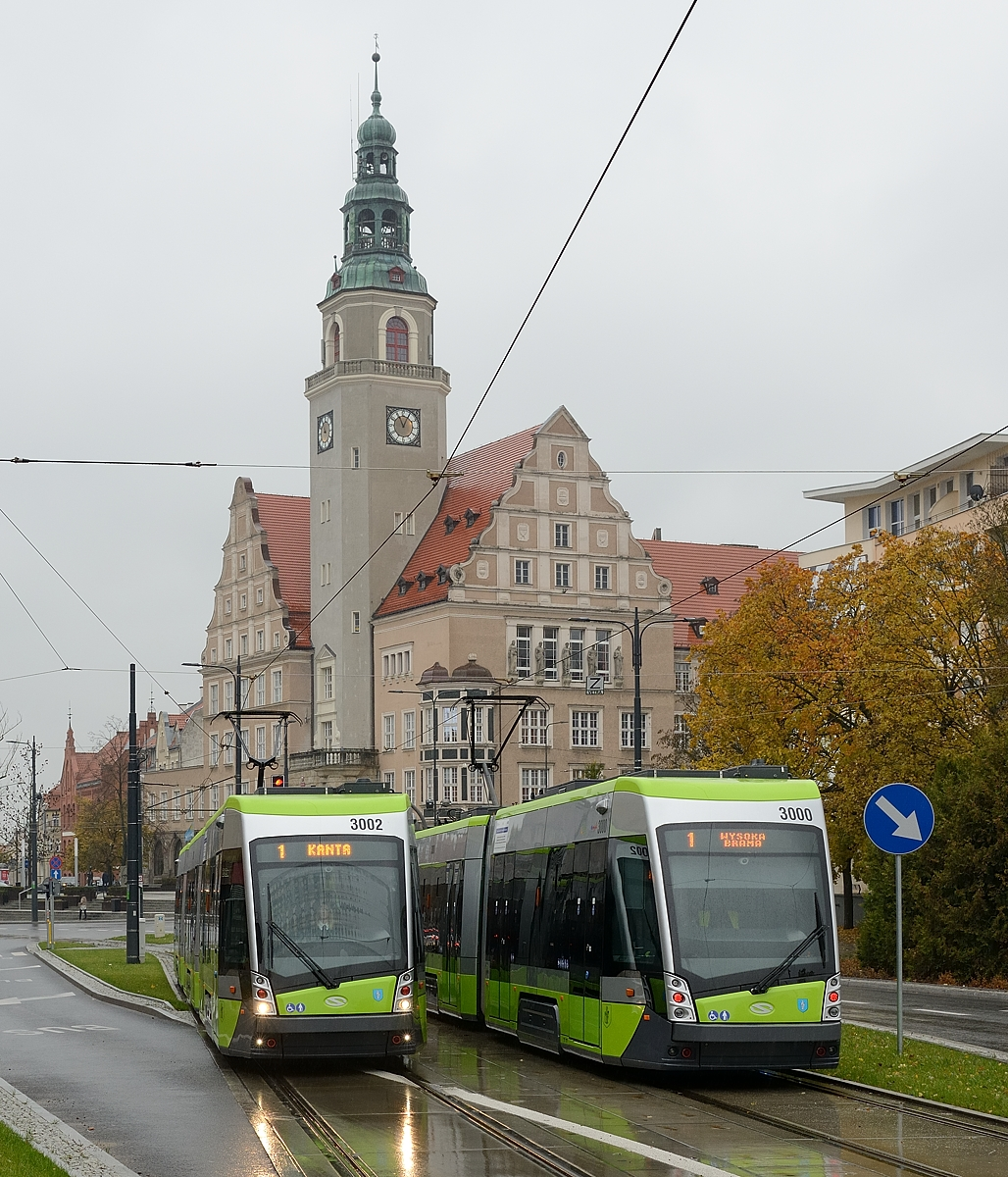
Två Solaris Tramino i Olsztyn

Spårvägar i Polen finns idag i knappt 20 städer.
Det finns 15 spårvägssystem i Polen.

## Spårvägssystem
| System                                                  | Operatör                                      | Spårlängd            | Antal linjer | Antal spårvagnar | Resande per år |
| Bydgoszcz spårvägar, Bydgoszcz                          | MZK Bydgoszcz                                 | 40,8 km 1000 mm      | 10           | 116              |                |
| Częstochowas spårvägar, Częstochowa                     | MPK Częstochowa                               | 14,7 km normalspår   | 3            | 53               |                |
| Elblągs spårvägar, Elbląg                               | ZKM Elblag                                    | 15 km 1000mm         | 5            | 42               |                |
| Gdańsks spårvägar, Gdańsk                               | ZTM Gdańsk                                    | 56,7 km normalspår   | 11           | 151              |                |
| Gorzów Wielkopolskis spårvägar, Gorzów Wielkopolski     | MZK Gorzów Wielkopolski                       | 25 km normalspår     | 5            | 31               |                |
| Grudziądz spårvägar, Grudziądz                          | MKZ Grudziądz                                 | 18,6 km 1000 mm      | 1            | 13               |                |
| Krakóws spårvägar, Kraków                               | MPK Kraków                                    | 97 km normalspår     | 27           | 208              |                |
| Łódź spårvägar, Łódź                                    | MPK-Łódź                                      | 141 1000 mm          | 22           | 474              |                |
| Olsztyn spårvägar, Olsztyn                              | Zarząd Dróg, Zieleni i Transportu w Olsztynie | 11 km normalspår     | 3            | 27               |                |
| Poznańs spårvägar, Poznań                               | MPK Poznań                                    | 65 normalspår        | 19           | 340              |                |
| Tramwaje Konurbacji Śląskiej, Övre Schlesien (Katowice) | Tramwaje Śląskie                              | 200,6 km normalspår> | 31           | 357              |                |
| Szczecins spårvägar, Szczecin                           | Tramwaje Szczecinskie                         | 64 km normalspår     | 12           | 201              |                |
| Toruńs spårvägar, Toruń                                 | MZK Toruń                                     | 22 km 1000 mm        | 4            | 55               |                |
| Warszawas spårvägar, Warszawa                           | Tramwaje Warszawskie Sp.                      | 125,3 km normalspår  | 24           | 668              |                |
| Wrocławs spårvägar, Wrocław                             | MPK Wrocław                                   | 84 km normalspår     | 20           | 250              |                |